# Рабас, Вацлав (органист)
Вацлав Рабас (чеш. Václav Rabas; 14 августа 1933, Дольни-Бездеков — 20 апреля 2015, Пардубице) — чешский органист.
Начал учиться игре на органе у своего отца, затем окончил Пражскую академию музыки (1959) у Иржи Рейнбергера. С 1956 года начал концертировать, в 1958 г. стал лауреатом международного фестиваля «Пражская весна». В 1962—1971 гг. капельмейстер крематория в Пардубице, в 1972 г. возглавил там же музыкальную школу, а впоследствии стал первым директором городской консерватории. В 1977—1991 гг. преподавал в Пражской академии музыки. Среди учеников Рабаса, в частности, Алеш Барта.
Среди записей Рабаса — полные собрания сочинений для органа Богуслава Матея Черногорского, Клемента Славицкого, Любоша Слуки, Отмара Махи и др.
Народный артист Чехословакии (1989).